# Майзлин, Борис Михайлович
Борис Михайлович Майзлин (27 февраля 1951, Новосибирск, РСФСР — 14 марта 2013, Вена, Австрия) — советский и российский тренер по баскетболу, заслуженный тренер СССР.

## Биография
Как спортсмен входил в сборные команды Новосибирска зоны Сибири, Урала и Дальнего Востока по баскетболу среди своего возраста. В 1974 г. окончил Ленинградский институт физической культуры имени Лесгафта.
- 1974—1976 гг. — второй тренер женского клуба «Динамо» (Новосибирск).
- 1976—1991 гг. — главный тренер женского клуба «Динамо» (Волгоград). Под его руководством команда 5 раз становилась чемпионом РСФСР, дважды — бронзовым призёром Чемпионата СССР,
- 1987—1991 гг. — главный тренер сборной РСФСР.
- 1988—1989 г. гг. — тренер сборной молодёжной СССР.

Его подопечные выигрывали молодёжный чемпионат мира в Бильбао (1989), две Спартакиады народов СССР. Подготовил более 25 мастеров международного класса СССР, более 50 мастеров спорта СССР, одного заслуженного мастера спорта СССР. Среди них: олимпийская чемпионка Игр в Барселоне (1992) Елену Худашова, чемпионки Универсиады в Бухаресте (1981) — Вера Ярцева, Любовь Неупокоева, чемпионки мира среди молодёжи Лос-Анджелес (1984) — Елена Агафонникова, Елена Овчарова, чемпионка мира среди молодёжи в Бильбао (1989) Элеонора Савельева.
С 1991 г. — первый заместитель Волгоградской региональной организации «Динамо».
Похоронен на Димитриевском кладбище в Волгограде.